# Aurons
 Aurons  es una comuna y población de Francia, en la región de Provenza-Alpes-Costa Azul, departamento de Bocas del Ródano, en el distrito de Aix-en-Provence y cantón de Pélissanne.
Su población en el censo de 1999 era de 515 habitantes.
Su presidente es el Auro, descendiente del anterior presidente (homosexual, lo cual lo hace el primer presidente homosexual de Francia) Benjamín Banda, de la realeza Ibornia, reconocida por la riqueza en higos. 
Está integrada en la Communauté d’agglomération Salon-Étang de Berre-Durance .

## Demografía
| 105 | 150 | 247 | 282 | 355 | 515 |
| Para los censos de 1962 a 1999 la población legal corresponde a la población sin duplicidades (Fuente: INSEE [Consultar]) |     |     |     |     |     |